# Torneo de Bucarest 2016
El BRD Năstase Țiriac Trophy 2016 fue un torneo de tenis jugado en tierra batida al aire libre que se celebró en el complejo Arenele BNR en Bucarest, Rumania, del 18 al 24 de abril de 2016. Fue la 25ª edición del BRD Nastase Tiriac Trophy, y fue parte del ATP World Tour 250 series del 2016.

## Cabeza de serie

### Individual
| Tenista                | Ranking | Preclasificado |
| Bernard Tomic          | 21      | 1              |
| Ivo Karlović           | 30      | 2              |
| Federico Delbonis      | 36      | 3              |
| Guillermo García-López | 38      | 4              |
| Marcos Baghdatis       | 40      | 5              |
| Guido Pella            | 47      | 6              |
| Paolo Lorenzi          | 53      | 7              |
| Paul-Henri Mathieu     | 58      | 8              |

- Ranking del 11 de abril de 2016

### Dobles
| Parejas                         | Ranking | Preclasificado |
| Florin Mergea Horia Tecău       | 17      | 1              |
| Dominic Inglot Robert Lindstedt | 64      | 2              |
| Mate Pavić Michael Venus        | 80      | 3              |
| Eric Butorac Scott Lipsky       | 91      | 4              |

## Campeones

### Individual
Fernando Verdasco venció a  Lucas Pouille por 6-3, 6-2

### Dobles
Florin Mergea /  Horia Tecau vencieron a  Chris Guccione /  André Sá por 7-5, 6-4